# Utetheisa melampyga
Utetheisa melampyga là một loài bướm đêm thuộc phân họ Arctiinae, họ Erebidae.